# Cathédrale Saint-Joseph de Tianjin
Cette  cathédrale n’est pas la seule cathédrale Saint-Joseph.
La cathédrale Saint-Joseph de Tianjin, également appelée cathédrale Xikai (chinois : 西开天主教堂), est une cathédrale catholique, construite entre 1912 et 1916 par les lazaristes français, à Tianjin (autrefois Tientsin), au nord-est de la Chine. Elle est consacrée à saint Joseph.
C'est un bâtiment protégé, depuis août 1991, par la liste des sites historiques et culturels majeurs protégés au niveau national pour la municipalité de Tianjin (zh), sous le numéro de catalogue 2-18.

## Histoire
La première pierre de l'édifice est bénie par Mgr Paul-Marie Dumond C.M., vicaire apostolique, en 1912, dans le territoire de la concession française. Elle est terminée en juin 1916 et devient la cathédrale du vicariat, en remplacement de l'ancienne cathédrale Notre-Dame-des-Victoires devenue trop petite. Une école dédiée à saint Joseph et une clinique dépendant de la cathédrale sont ouvertes à la même période.
Le 23 août 1966, la foule excitée par les gardes rouges de la révolution culturelle vandalise l'église et détruit les trois tours. En 1976, elle est endommagée par un tremblement de terre. L'église est finalement restaurée en 1980 et rouvre au culte en automne de cette année.
La messe du dimanche de 11 h 30 est célébrée en anglais.